# Viestikoelaitos
Viestikoelaitos (VKoeL – Zaplecze Testów Elektronicznych) – jednostka wywiadu elektronicznego Fińskich Służb Obronnych, utworzona w 1960 roku. Jest częścią Fińskich Sił Powietrznych i ma główną siedzibę w Tikkakoski, Jyväskylä. Biura wywiadu elektronicznego znajdują także m.in. w Ruotsinpyhtää i Rovaniemi.
Publicznie dostępne jest bardzo niewiele informacji na temat tej jednostki. Jedyne udostępniane wiadomości dotyczą wysokości budżetu i poziomu zatrudnienia. W 1998 zatrudnionych było tam 189 osób, a budżet wyniósł 51 milionów marek fińskich (8,6 miliona euro). W 2004 roku liczby te wyniosły odpowiednio 125 osób i 12,2 miliona euro.